# Grypocentrus tarsalis
Grypocentrus tarsalis là một loài tò vò trong họ Ichneumonidae.